# 1405 en littérature
| Années de la littérature : 1402 - 1403 - 1404 - 1405 - 1406 - 1407 - 1408    |
| Décennies de la littérature : 1370 - 1380 - 1390 - 1400 - 1410 - 1420 - 1430 |

Cet article présente les faits marquants de l'année 1405 en littérature.

## Romans
- La Cité des dames, récit allégorique de Christine de Pizan, paru à Paris.